# Gastrotheca ossilaginis
Gastrotheca ossilaginis é uma espécie de anfíbio da família Hemiphractidae.
É endémica do Peru.
Os seus habitats naturais são: regiões subtropicais ou tropicais húmidas de alta altitude e pastagens.